# Eduvigis de Ballenstedt
Eduvigis de Ballenstedt, también llamada Eduvigis de Brandeburgo (h. 1140 - final de marzo de 1203), miembro de la Casa de Ascania, fue una margravina de Meissen desde 1156 hasta 1190 por su matrimonio con el margrave Otón II.

## Biografía
Eduvigis nació alrededor del año 1140 como una hija del conde Ballenstedt Alberto el Oso, primer margrave de Brandeburgo desde 1157, y su esposa la condesa Sofía de Winzenburg. A los 15 años de edad, se casó con Otón, hijo y heredero del margrave Conrado de Meissen, un miembro de la Casa de Wettin. La unión conyugal entre las dos dinastías sajonas que gobernaban amplios territorios en la Marca Sajona Oriental fue probablemente concertado con vistas a las políticas expansionistas del duque Enrique el León.
Poco se sabe sobre la vida de Eduvigis. En 1162, inició la fundación del monasterio cisterciense de Altzella cerca de Nossen. Esto proporcionaría a los margraves de Meissen derechos de bailío sobre el lugar donde enterraron a miembros de la familia y erigieron memoriales. Altzella fue, debido a su ubicación, también un importante punto de arranque del desarrollo residencial en Meissen.
Eduvigis ha sido descrita en términos generales como una mujer fuerte, quien ejerció notable influencia sobre su marido. Se alega que ella era quien lo convenció para alterar el orden sucesorio, de manera que su esposo no sería sucedido por su hijo mayor, Alberto, como sería lo normal, sino por el hijo más joven, Teodorico. Alberto no aceptó este cambio y comenzó una lucha contra su padre y hermano. En 1189, incluso apresó a su padre. El conflicto terminó cuando Alberto terminó en 1195.

## Muerte
Eduvigis murió a finales de marzo de 1203 y fue enterrado el 1.º de abril de 1203 en la abadía de Altzella, junto con su esposo, quien había muerto en 1190.

## Descendencia
Eduvigis y el margrave Otón II de Meissen tuvieron cuatro hijos:
- Alberto I (1158-1195), margrave de Meissen desde 1190, se casó con Sofía, hija del duque Federico de Bohemia
- Adelaida de Meissen (1160-1211), que se casó con el rey Otakar I de Bohemia en 1198
- Teodorico I (1162-1221), margrave de Meissen desde 1195, se casó con Juta de Turingia, hija del landgrave Germán I
- Sofía de Meissen, que casó con el duque Oldřich de Olomouc.